# Albright College
Albright College é uma faculdade de educação mista privada de artes liberais afiliada à Igreja Metodista Unida. Foi fundada em 1856 e está localizada em Reading, Pensilvânia, nos Estados Unidos.